# 立憲民主党 (日本 2020)
立憲民主党（りっけんみんしゅとう、英: The Constitutional Democratic Party of Japan、略称: CDP）は、日本の政党。立憲民主主義の理念を掲げている。
党規約による公式略称は「民主党」。マスメディアでは「立憲民主」、「立憲」、「立民」など。1字表記の際は「立」と表記される。

## 概説

### 沿革
2020年（令和2年）9月15日、かつての民進党の流れを汲む国会議員らが、旧・立憲民主党（旧立憲）を中心に、旧・国民民主党（旧国民）の大部分や、社会保障を立て直す国民会議、無所属フォーラムなどから合流することで結成された国政政党。
同年9月10日に新党代表・党名選挙が行われ、旧立憲の代表であった枝野幸男が初代代表に選出されるとともに、党名も『立憲民主党』に決定した。
旧立憲とは同一の名称およびロゴマークを使用するが、法令上は新規に設立された別の政党。
2021年（令和3年）11月30日、枝野の代表辞任に伴う新代表選挙が行われ、政務調査会長であった泉健太が選出されて第2代代表となった。
2024年（令和6年）9月23日、泉健太の任期満了に伴う代表選挙が行われ、元内閣総理大臣で党の最高顧問を務めていた野田佳彦が選出されて第3代代表に就任した。

旧立憲民主党以来のロゴマーク

### 理念
本党は綱領において自らを「立憲主義と熟議を重んずる民主政治を守り育て、人間の命とくらしを守る、国民が主役の政党」とし、続いて自由と多様性の尊重、共生社会の創造、国際協調、未来への責任を果たすことを基本理念に掲げる。
本党の政治的立場は、マスコミなどによって「中道」「中道左派」「左派」「リベラル中道」「リベラル」と位置付けられている。
結成当初はリベラル政党という評価が多かった。一方、対等合併した前身政党の1つである旧国民民主系の党員には保守派が多く、また初代代表の枝野幸男も自らを「保守本流」「保守リベラル」と標榜している。
第2代代表の泉健太は「中道」や「中道保守」とたびたび評される。
現在の野田佳彦代表は中道・中道保守シフト路線と評されている。

## 党史

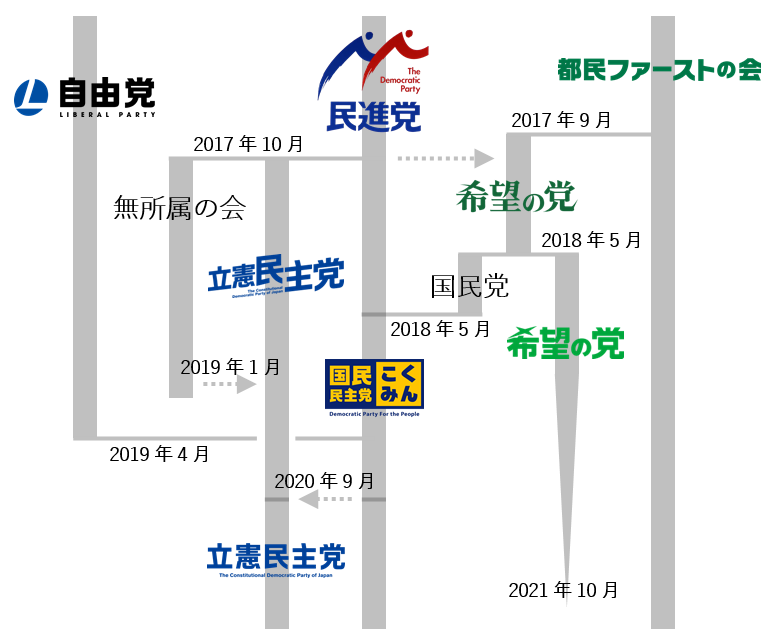
系譜

### 前史
2017年の第48回衆議院議員総選挙をきっかけに分裂した民進党はその後、旧・立憲民主党、旧・国民民主党およびいずれの党にも所属しない旧民進党系無所属議員グループに分かれた。
旧・立憲代表の枝野は当初、旧民進党勢力を再び結集することには否定的な立場を取っていたが、2019年（令和元年）7月の第25回参議院議員通常選挙の結果を受けて方針を転換した。同年12月6日、共同会派を組む旧・国民民主党、旧民進党系無所属議員のグループである社会保障を立て直す国民会議と無所属フォーラムおよび社会民主党に対し、「立憲民主党と共に行動してほしい。政権を担いうる政党を築き、次期衆院選で政権交代を現実のものにしたい」と述べ、事実上の合流を呼び掛けた。
2020年1月には他党の吸収合併を想定する立民側と、対等合併を主張する国民側で合意に至らず、1度合流協議は破談となったが、半年後の7月には立民側が両党を解党した上で新党を設立するなど国民側に譲歩した内容で合流協議が再開。8月24日、旧・立憲民主党、旧・国民民主党、社会保障を立て直す国民会議、無所属フォーラムの2党2グループの幹事長が新党を結党することに合意した。

#### 合流決定
2020年9月1日、2党2グループの幹事長と選挙管理委員は、新党代表・党名選挙の告示日を9月7日、投票日を9月10日、結党大会を9月15日とすることを決定。9月10日に行われた選挙の結果、枝野が旧・国民民主党出身の泉を破り代表に選出。党名には「立憲民主党」が選ばれた。
結成前日の9月14日、党の幹事長に旧・立憲民主党幹事長の福山哲郎参議院議員を引き続き起用するなどの人事を発表。また、同日には衆議院議員1名が入党の届け出を行い、新・立憲民主党は衆議院議員107人、参議院議員43人の計150人で結成することとなった。
新党参加者の内訳は、旧・立憲の出身者が88名、旧・国民からが40名、無所属からが22名であった。

### 結党
立憲民主党新党入党宣誓書提出者
| 旧・立憲民主党より入党（88名）                      | 旧・立憲民主党より入党（88名） | 旧・立憲民主党より入党（88名） | 旧・立憲民主党より入党（88名） | 旧・立憲民主党より入党（88名） | 旧・立憲民主党より入党（88名） | 旧・立憲民主党より入党（88名） | 旧・立憲民主党より入党（88名） | 旧・立憲民主党より入党（88名） | 旧・立憲民主党より入党（88名） | 旧・立憲民主党より入党（88名） | 旧・立憲民主党より入党（88名） |
| 衆議院議員（56名）                                  | 衆議院議員（56名）             | 衆議院議員（56名）             | 衆議院議員（56名）             | 衆議院議員（56名）             | 衆議院議員（56名）             | 衆議院議員（56名）             | 衆議院議員（56名）             | 衆議院議員（56名）             | 衆議院議員（56名）             | 衆議院議員（56名）             | 衆議院議員（56名）             |
| --------------------------------------------------- | ------------------------------ | ------------------------------ | ------------------------------ | ------------------------------ | ------------------------------ | ------------------------------ | ------------------------------ | ------------------------------ | ------------------------------ | ------------------------------ | ------------------------------ |
| 青柳陽一郎                                          | 赤松広隆                       | 阿久津幸彦                     | 安住淳                         | 阿部知子                       | 荒井聰                         | 池田真紀                       | 石川香織                       | 生方幸夫                       | 枝野幸男                       | 大河原雅子                     | 大串博志                       |
| 逢坂誠二                                            | 岡島一正                       | 岡本章子                       | 落合貴之                       | 尾辻かな子                     | 海江田万里                     | 神谷裕                         | 亀井亜紀子                     | 川内博史                       | 菅直人                         | 黒岩宇洋                       | 近藤昭一                       |
| 櫻井周                                              | 佐々木隆博                     | 篠原豪                         | 末松義規                       | 高木錬太郎                     | 武内則男                       | 辻元清美                       | 手塚仁雄                       | 長尾秀樹                       | 中川正春                       | 中谷一馬                       | 長妻昭                         |
| 西村智奈美                                          | 長谷川嘉一                     | 福田昭夫                       | 堀越啓仁                       | 本多平直                       | 松田功                         | 松平浩一                       | 道下大樹                       | 宮川伸                         | 村上史好                       | 森山浩行                       | 矢上雅義                       |
| 山内康一                                            | 山川百合子                     | 山崎誠                         | 山花郁夫                       | 山本和嘉子                     | 横光克彦                       | 吉田統彦                       | 早稲田夕季                     |                                |                                |                                |                                |
| 参議院議員（32名）                                  |                                |                                |                                |                                |                                |                                |                                |                                |                                |                                |                                |
| 有田芳生                                            | 石垣のりこ                     | 石川大我                       | 石橋通宏                       | 打越さく良                     | 江崎孝                         | 小川敏夫                       | 小沢雅仁                       | 小沼巧                         | 勝部賢志                       | 川田龍平                       | 岸真紀子                       |
| 熊谷裕人                                            | 斎藤嘉隆                       | 塩村文夏                       | 芝博一                         | 杉尾秀哉                       | 田島麻衣子                     | 長浜博行                       | 那谷屋正義                     | 難波奨二                       | 野田国義                       | 白眞勲                         | 鉢呂吉雄                       |
| 福山哲郎                                            | 牧山弘恵                       | 真山勇一                       | 水岡俊一                       | 宮沢由佳                       | 森屋隆                         | 吉川沙織                       | 蓮舫                           |                                |                                |                                |                                |
| 旧・国民民主党より入党（40名）                      |                                |                                |                                |                                |                                |                                |                                |                                |                                |                                |                                |
| 衆議院議員（31名）                                  |                                |                                |                                |                                |                                |                                |                                |                                |                                |                                |                                |
| 青山大人                                            | 泉健太                         | 稲富修二                       | 大島敦                         | 大西健介                       | 岡本充功                       | 奥野総一郎                     | 小熊慎司                       | 小沢一郎                       | 城井崇                         | 源馬謙太郎                     | 後藤祐一                       |
| 小宮山泰子                                          | 近藤和也                       | 斉木武志                       | 篠原孝                         | 下条みつ                       | 白石洋一                       | 関健一郎                       | 津村啓介                       | 原口一博                       | 日吉雄太                       | 平野博文                       | 牧義夫                         |
| 馬淵澄夫                                            | 緑川貴士                       | 森田俊和                       | 谷田川元                       | 山岡達丸                       | 屋良朝博                       | 渡辺周                         |                                |                                |                                |                                |                                |
| 参議院議員（9名）                                   |                                |                                |                                |                                |                                |                                |                                |                                |                                |                                |                                |
| 青木愛                                              | 木戸口英司                     | 古賀之士                       | 田名部匡代                     | 徳永エリ                       | 羽田雄一郎                     | 森裕子                         | 森本真治                       | 横澤高徳                       |                                |                                |                                |
| 無所属（社会保障を立て直す国民会議）より入党（8名） |                                |                                |                                |                                |                                |                                |                                |                                |                                |                                |                                |
| 衆議院議員（8名）                                   |                                |                                |                                |                                |                                |                                |                                |                                |                                |                                |                                |
| 玄葉光一郎                                          | 重徳和彦                       | 階猛                           | 中島克仁                       | 野田佳彦                       | 広田一                         | 松原仁                         | 笠浩史                         |                                |                                |                                |                                |
| 無所属（無所属フォーラム）より入党（12名）          |                                |                                |                                |                                |                                |                                |                                |                                |                                |                                |                                |
| 衆議院議員（12名）                                  |                                |                                |                                |                                |                                |                                |                                |                                |                                |                                |                                |
| 伊藤俊輔                                            | 今井雅人                       | 江田憲司                       | 岡田克也                       | 小川淳也                       | 金子恵美                       | 菊田真紀子                     | 田嶋要                         | 寺田学                         | 中村喜四郎                     | 山井和則                       | 柚木道義                       |
| 無所属より入党（2名）                               |                                |                                |                                |                                |                                |                                |                                |                                |                                |                                |                                |
| 衆議院議員（1名）                                   |                                |                                |                                |                                |                                |                                |                                |                                |                                |                                |                                |
| 佐藤公治                                            |                                |                                |                                |                                |                                |                                |                                |                                |                                |                                |                                |
| 参議院議員（1名）                                   |                                |                                |                                |                                |                                |                                |                                |                                |                                |                                |                                |
| 郡司彰                                              |                                |                                |                                |                                |                                |                                |                                |                                |                                |                                |                                |

9月15日、東京都内のホテルで結党大会が行われた。大会で枝野は「衆院では政権交代の発射台といわれる100人を超えるメンバーが集まった」と述べた。また、幹事長に福山、政調会長に旧国民で同職を務めた泉、国会対策委員長に旧立憲で同職を務めた安住淳、代表代行兼選挙対策委員長に旧国民で幹事長を務めた平野博文が就くなどの執行部人事案も承認された。また、同日には玉木雄一郎ら旧国民側の合流不参加者が結成した新・国民民主党も設立大会を開いた。
9月16日午前、持病の潰瘍性大腸炎により辞意を表明していた安倍晋三内閣総理大臣が内閣総辞職し、午後の首班指名選挙において自由民主党総裁の菅義偉が第99代内閣総理大臣に選出された。この際の首班指名選挙では立憲民主党、日本共産党、国民民主党、社民党、れいわ新選組の野党5党は枝野に投票した。
一方、国民民主党とは9月14日に参議院で統一会派を解消。10月27日には衆議院でも統一会派を解消し、立憲民主党と会派を組む政党は社民党のみとなった。また、立憲側から合流を打診されていた社民党では、合流賛成派と反対派で党内の意見が割れ、合流賛成派の吉田忠智社民党幹事長らは10月に解党による合流を断念。11月14日の臨時党大会で立憲への合流希望者の離党を「容認」する議案が僅差で可決され、事実上分裂することとなった。12月24日に吉田と副党首の吉川元が社民党に離党届を、立憲民主党に入党届を提出し、いずれも同日受理された。
次期衆院選に向けては、党内において競合する選挙区が合流時点で10あったが、2021年1月12日に新潟6区が一本化されたことを最後に競合が解消された。
また、枝野は「全部公認にこだわらなくても面で戦う構造は見えてきた」と述べ、国民・社民両党とも合わせて過半数を超える候補者を擁立する方針を示し、国民民主党との連携については「おかしなことをしなければ現職や早い段階から決まっているところに候補者をぶつけない」と述べた。

### 2021年都議選・第49回衆院選
2021年6月17日に枝野は支持母体である連合（日本労働組合総連合会）の中央委員会に出席し、共産党との協力について、「理念で違う部分があるので共産党との連立政権は考えていない。共有政策でのパーシャル（部分的）な連携や候補者一本化に努力したい」と述べ、国民民主党と連携に向けた協議を加速させる意向を示した。
7月の都議選では共産党と候補者の棲み分けを行い、7議席増の15議席を獲得した。この選挙結果について党都連会長の長妻昭は「議席を伸ばして、都議会で役割を果たせる最低限の陣立てができた」と述べた。一方、獲得議席数が自公両党や都民ファーストの会、共産党を下回り都議会第5党に留まったことを受け、枝野は「自民党に代わる選択肢は我々しかないんだ、ということが十分に届ききっていない選挙になってしまった」と述べた。
都議選後の7月15日に立憲民主党は連合との間で次期衆院選に向けた政策協定を締結した。連合は当初、国民民主党も含めた3者での協定締結を目指していたが、立憲側が都議選で連合推薦の国民候補を支援せず共産候補を応援したことに国民側が反発。そのため、両党は同じ文言の政策協定を別々に締結した。国民民主党とは7月16日に「現職議員・公認内定者がいる小選挙区は原則、競合候補を擁立しない」「非現職の選挙区調整も政権与党を利さないよう取り組む」とした覚書に両党の選対委員長が署名したが、「比例選挙は小選挙区候補の政党の運動を原則とする」という文言に国民側が反発。その後、8月17日に同文言を削除することで国民側が修正案を了承した。
9月8日、立憲、共産、社民、れいわ新選組の4党と安全保障関連法の廃止を求める市民団体「市民連合」は、「安保法制の違憲部分を廃止」「新型コロナ禍に乗じた憲法改正に反対」「消費税減税」などの次期衆院選に向けた共通政策を締結した。一方で国民民主党は「原発ゼロ」や「普天間飛行場の移設中止」などの文言に難色を示し、署名に参加しなかった。
9月16日、立憲民主党の枝野代表は日本共産党の「敵の出方論」に立った暴力革命の方針を巡り、「少なくとも、今、共産党が暴力革命を目指しているとは全く思っていない」と述べた。立憲民主党が衆院選で政権交代を実現して「枝野内閣」を立ち上げた際には、従来の政府見解を変更する可能性を示唆した。
9月30日、枝野は共産、国民、社民、れいわの野党4党との党首会談を相次いで行い、次期衆院選に向けた連携強化を確認。共産党とは衆院選で立憲民主党政権が実現した場合に、共産が連立に入らず、「限定的な閣外からの協力」をする方針で一致した。立憲民主党が政権運営の枠組みで共産党と合意を行うのはこれが初めてのことであった。また、枝野は岸田文雄が自民党の新総裁に就任したことに伴う首相指名選挙について、自身に投票するよう野党4党に求めたのに対し、国民民主党を除く3党は応じる意向を示した。
2021年10月31日投開票の第49回衆議院議員総選挙では出口調査速報時点でも議席微増が予想されたが、実際には公示前の109議席を13議席下回る96議席に留まった。小選挙区こそ公示前の48議席から57議席に増えたものの、比例代表は公示前62議席から39議席まで大幅に減らした。小選挙区では自民党の甘利明幹事長や石原伸晃元幹事長といった重鎮議員を破り、自民党の議席を減少させた事に対し枝野は「多くの選挙区で与党候補と接戦に持ち込めた」と振り返り、「野党連携に一定の成果があった」と総括した上で「さらに伸ばすため、この路線で前に進む」と述べた。しかし目標に掲げた政権交代は果たせず自党の平野博文代表代行兼選対委員長、辻元清美副代表といった党幹部が比例復活もならず落選し、また小沢一郎、中村喜四郎等のベテラン議員も選挙区で当選出来なかった。この結果を受け、長妻昭副代表や福山哲郎幹事長は「（政権交代は）現状ではなかなか難しい。今回の結果を一里塚として取り組みを深化させたい」、「結果を受け止め、今後の野党の在り方を考えたい」と話した。枝野は、31日夜には代表辞任を否定していたが、11月2日の役員会で代表から引責辞任の意向を表明した。

### 2021年代表選挙
11月12日、枝野の辞任が正式に了承され、19日、代表選が告示された。逢坂誠二、小川淳也、泉健太、西村智奈美の4人が立候補を届け出た。30日の投開票の結果、泉が第2代代表に選出された。
同年12月4日、泉は、福岡市で開かれた党福岡県連大会で「執行役員会は12人で構成する」と発表。12月6日、両院議員総会が開かれ、党は、執行役員12人のうち6人を女性とする新たな人事を決定した。これにより泉が代表選挙で訴えた「執行役員の半数を女性にする」との公約が達成された。
2022年1月27日、立憲民主党は前年の衆院選の総括を公表。候補者の一本化は一定の効果はあったとしつつ、想定していた結果は伴わなかったとした。また、共産党との限定的な閣外協力の合意については、「政権は一緒にしないという合意が趣旨だったが、誤解となって有権者に伝わった」と結論付けた。25日の常任幹事会で提示された総括の原案では党独自調査に基づき、立憲候補が1万票以内の差で負けた31の小選挙区で「投票全体の3％超」が共産との連携を理由に他候補に投票先を変更し、「接戦区の勝敗に影響を与えた」と分析していたが、党内からは「野党間の候補者一本化が否定されているように見える」などと反発が相次いだため、27日に公表した修正版の総括ではこれらの記述は削除された。

### 第26回参議院議員通常選挙
2022年1月28日、泉は記者会見で、第26回参議院議員通常選挙の候補者について女性5割を目指す考えを示した。2月8日、立憲民主党は参院選女性候補者の公募を開始した。
1月31日に泉はBSフジの番組内で共産党について「これまでの連携は白紙にする」と発言し、共産側はこれに反発した。また、国民民主党が衆院選後に従来の野党国対から離脱したことを受け、2月14日には立憲・国民・維新・有志の会の3党1会派による共産党を除く野党国対の会合を開き、会合を定例化する考えも示した。しかし、共産党が強く反発したため翌日には馬淵澄夫国対委員長が共産党への謝罪と今後の開催の撤回に追い込まれた。
4月5日、立憲民主党は常任幹事会で、参院選比例代表の得票目標を1300万票とすることを決めた。幹事長の西村は「昨年の衆院選でわが党の比例得票は約1150万票だった。そのおよそ1割増しだ」と説明した。
5月9日、西村は共産党の小池晃書記局長と国会内で会談し、小池が前回衆院選同様に「政権交代時の閣外協力」を合意するよう求めたが、立憲側は応じず、小池は会談後「折り合わなかったので今回は横に置くことを確認した。合意に至らなかったのは大変残念だ」とした上で「勝利する可能性の高い選挙区を優先して両党で候補者調整を行うことを確認した。1人区での候補者一本化はかなり限定された選挙区で行うことになると思う」と述べた。
6月22日、参院選が告示された。1人区で与野党が事実上の一騎打ちの構図になったのは11選挙区にとどまった。7月10日の投開票の結果、立憲民主党は1人区に擁立した現職5人のうち、岩手、新潟、山梨の3人が落選するなど選挙区で6議席減らした。また、複数擁立区のうち、改選前に複数議席を確保していた北海道・東京では引退する議員からの議席継承に失敗してそれぞれ1議席を失った。さらに合併選挙で5議席を争う神奈川県では、県連内での候補者調整に失敗する形で2人（寺崎雄介・水野素子）を擁立。共倒れは回避したものの、水野が5位で当選するにとどまった。
比例代表では改選7議席を維持したが、得票数は約677万票にとどまり、約785万票を獲得した日本維新の会に「比例での野党第1党」の座を奪われる惨敗となった。また、1人区における野党と自民党の勝敗は4勝28敗で、2019年の参院選で候補者を一本化した野党（立憲・国民・共産・社民）の支援候補者の得票を合計して与党候補を上回るのも秋田と福井の2選挙区のみであり、全体に野党の退潮傾向が明らかとなった。泉は「（議席減の）重たい責任を受け止めている」と述べつつ、選挙区と比例を合わせた獲得議席数では維新を上回っていることから、「われわれが野党第1党を維持したことは非常に大きい」とも述べ、続投に意欲を示した。8月10日、衆院議員会館で開催した臨時常任幹事会において「提案型野党」を掲げた事が敗因とする総括をまとめた。また、次期衆院選に向けて、与党に対峙できる態勢を確立する必要があるとした。
7月に発生した安倍晋三銃撃事件では統一協会と政界との関係がクローズアップされた。8月に入って党は何らかの形で旧統一教会と関わりがあった議員が複数いることを認めた。詳細は統一協会と政界の関係を参照。党として再発防止に努めるという。
8月26日、党両院議員総会が行われ、新幹事長に岡田克也、政調会長に長妻昭、国対委員長に安住を再起用するなどの党役員人事が承認され、新執行部が発足した。前幹事長の西村は逢坂と共に代表代行に充てられ昇格という形で執行部に留まった。参院選後、党内では蓮舫参議院議員や手塚仁雄衆議院議員が「出直し代表選」の実施を求めており、泉は重鎮議員を置いて執行部を強化することで収拾を図ったが、党内の一部からは「刷新感がない」などの不満もくすぶる形となった。9月13日には政務調査審議会に代わる政策決定機関として、泉をネクスト総理大臣とする次の内閣を発足させた。
9月21日、立憲民主党と日本維新の会の国会対策委員長が国会内で会談し、翌月召集予定の第210回国会において国会法改正案の提出や世界平和統一家庭連合（旧統一教会）の霊感商法被害者などの救済に向けた法整備などの6項目において両党が連携することで合意。合意文書には「共闘」との文言も盛り込まれたが、日本維新の会の馬場伸幸代表は立憲民主党との選挙協力については「可能性は0％だ。われわれは地獄に行く気はない」と否定した。
2023年元日、代表の泉健太が乃木神社に参拝、SNS上で軍国主義論争が起きた。

### 第20回統一地方選挙
2023年4月の第20回統一地方選挙では、41道府県議選において7議席増となる185議席を獲得し野党第一党を維持した。市議選では269議席を獲得した。一方で衆参5つの補欠選挙では自民党は和歌山1区で日本維新の会の候補に敗れた他は全勝し、立憲民主党は公認候補を擁立した3補選で全敗する結果となった。4月25日に開かれた常任幹事会では、地方選では善戦したとして泉ら執行部の責任を問う声は出なかった。一方、蓮舫は4月26日自身のツイッターを更新し泉ら執行部の対応を批判。「議員総会、ならびに本会議後の国対理事合同会議でも複数の議員から執行部への疑問、意見が相次ぎました」と不満の渦巻く党内の現状について述べた。

### 野党連携を巡る動き
5月10日に非公開で行われた党会合では泉に対し、「覚悟を示してほしい」と求める意見が相次いだ。同12日、泉は記者会見で次期衆院選で150議席を獲得できなければ辞任すると表明。また、維新と行ってきた国会での共闘を近く終了させる考えも示した。15日に民放番組に出演した泉は、次期衆院選について、維新・共産のいずれとも選挙協力を行わない意向を示した。一方で17日には連合の芳野友子会長と会談し、連合側は国民民主党との連携を要請。泉は「対等に、真摯に話をしていきたい」と応じ、連合側に国民との仲介を要請した。
6月14日、公文書管理法改正案と、公文書管理適正化推進法案を維新と共同提出したことを最後に、立憲・維新両党の国会協調が正式に終了した。
6月16日、小沢一郎、小川淳也らが呼びかけ人となった「野党候補の一本化で政権交代を実現する有志の会」が記者会見を開き、共産党などとの候補者調整を否定した党執行部に対し方針の変更を求める意向を示した。同会は所属衆院議員96人の過半数を超える53人が趣旨に賛同しているとも発表した。6月30日に泉は記者会見で野党共闘を後押しする民間団体「市民連合」を介した候補者の調整について「あり得る」と述べた。7月4日、幹事長の岡田は泉から野党間での候補者調整を行うよう指示を受けたことを明らかにし、翌5日には泉も「衆院解散が遠のき、（選挙協力しないとの方針を）考え直す時期だ」と述べ、他党との協力を否定した従来の方針から転換したと報じられた。
2023年10月の補欠選挙を巡っては、いずれの選挙区も立民系の候補を共産・社民・国民民主の地方組織が支援する形で一本化が成立した。22日の投開票の結果、野党の勝敗は1勝1敗となった。
2024年4月の衆議院3選挙区（島根1区・長崎3区・東京15区）補欠選挙では、いずれも共産党が候補者擁立を見送り、立民候補への一本化が成立。島根と長崎では国民民主党県組織からの支援も得た。一方で自民党は島根1区のみで候補を擁立したため、長崎・東京は維新などとの野党対決となった。28日の投開票の結果、立憲民主党が3選挙区すべてを制し勝利した。同補選での勝利により、野党は衆院政治倫理審査会での審査申し立てに必要な3分の1の委員（9人）を確保できる見通しとなった。
7月7日投開票の東京都知事選挙では、党所属であった蓮舫が立候補し、立憲民主党・日本共産党・社会民主党が支援する野党共闘が実現したが、特に共産党との共闘が無党派層からの投票忌避を招いて支持が低迷した結果、現職の小池百合子に敗れたうえ、政党支援を受けなかった石丸伸二にも後塵を拝す3位と大敗した。また、同日に行われた東京都議会議員補欠選挙では、共産党と候補者のすみ分けを行ったが、足立区での1勝にとどまった。選挙後、党最高顧問の野田佳彦は次期衆院選の戦略を「根底から見直さなければならない」と述べ、一方で小沢一郎は泉健太代表の退陣を主張した。

### 2024年代表選挙
9月7日、任期満了に伴う代表選挙が告示され、野田佳彦、枝野幸男、泉健太、吉田晴美の4名が立候補を表明した。9月23日に投開票が行われ、野田が新代表に選出された。翌24日の両院議員総会で幹事長に小川淳也、政調会長に重徳和彦、国会対策委員長に笠浩史の起用など新執行部の主要人事が承認された。新たな執行部は「刷新感のある中堅」を中心に構成されたものの、野田を代表選で支援した議員が主に起用されたことで、枝野を支援したリベラル系グループの議員などから不満の声が上がるなど、党内融和に向けて課題を残した。
無所属の広田一が会派入りしたことにより、参議院会派名を「立憲民主・社民」から「立憲民主・社民・無所属」に変更した。

### 第50回衆院選と第27回参院選
第50回衆議院議員総選挙では、野党での共闘がままならないまま選挙戦に突入したが、与党が政治資金問題や物価高などで逆風を受けた影響で、下村博文元文科相、高木毅元自民党国対委員長のほか、自民党の「比例73歳定年制」の内規で比例重複が行われなかった甘利明元自民党幹事長などの大物議員を落選に追い込み、さらに現職閣僚である牧原秀樹法相、小里泰弘農水相を落選に追い込んだ。
結果として、野党第一党となる148議席を獲得し、政権交代時を除く野党では2005年の総選挙以来19年ぶりに100議席を超えた。一方で比例代表の得票が約7万票の微増にとどまるなど、伸び悩みの傾向も見せた。また、いずれの政党も単独過半数に到達しなかったことで、いわゆる「ハング・パーラメント」状態が31年ぶりに衆議院で到来した。11月11日に招集された第215回国会で行われた首班指名選挙では衆議院で石破茂と野田佳彦の決選投票にもつれ込み、野田は共産党からも票を得て160票を獲得したものの、221票を獲得した石破に敗れた。事前に野党各党に首班指名選挙での協力を要請し、国民民主党の玉木雄一郎代表とは党首会談を行ったが、結果的に要請に応じたのは共産党のみで国民・維新両党は決選投票では無効票を投じた。
2025年度政府予算を巡っては、予備費及び基金から財源を捻出し、給食費無償化・ガソリン税暫定税率廃止などを盛り込んだ修正案を提出したが否決された。第217回国会では、立憲民主党は野党間連携に重きを置き、維新とは企業・団体献金禁止法案を、国民民主とはガソリン税暫定税率廃止法案をそれぞれ共同提出した。一方で5月27日には年金制度改革関連法案の修正で自民・公明両党と合意。国民民主党の玉木代表が同法案を巡り立憲の対応を批判するなど、参院選を見据え成果を競う野党間の足並みは乱れた。
2025年6月22日、2025年東京都議会議員選挙で公示前勢力から5議席上積みし17議席を獲得、都議会の野党第一党に浮上した。
都議選の勢いを継続させ、議席増を目指す第27回参議院議員通常選挙を巡っては、財政規律派と減税派の党内対立の末、国民への一律2万円給付・1年間に限った食料品の消費税減税とその後の給付付き税額控除への移行を政策に盛り込んだ。
野田は公示前に「最低限の目標として改選議席数で与党の過半数割れ、願わくば参院全体で過半数割れに追い込みたい」と述べた。7月20日の投開票の結果では与党は過半数を割り込んだが、立憲民主党は選挙区15議席・比例7議席の22議席に留まり、改選前から議席を積み増すことは出来なかった。1人区の青森・宮崎・大分で自民党から議席を奪った一方で、複数区のうち茨城・福岡・東京では国民民主党や参政党といった新興勢力の躍進に弾き飛ばされる形で現職が議席を失う事態となり、東京（補欠当選1議席を含む改選数7人）では現職2人（塩村文夏・奥村政佳）を擁立したものの、辛うじて塩村が任期3年の補欠枠で当選するのみに留まった。大阪でも維新候補2人に加え、参政党、国民民主党、共産党候補などにも後塵を拝す形で9位に留まり、2016年（民進党当時）以来の旧民主党系議員の空白を依然として解消できなかった。
比例区の得票数では前回比62万票（約9%）増の739万票を獲得するも、自民、国民、参政に続く4番手となり、伸び悩みが顕著に表れた。比例区では前年の東京都知事選に立候補し参議院議員を退職していた蓮舫が党内得票第1位を獲得し、同じく前回2022年の参院選で議席を失っていた森裕子とともに国政に復帰したが、その煽りを受ける形で産別候補のうち、私鉄総連組織内候補の森屋隆が議席を失ったほか、現職の川田龍平、石川大我が落選している。
8月1日召集の第218回国会では、新たに福山哲郎が参議院副議長に当選し、慣例により立憲会派を離脱した（前副議長の長浜博行は退任に伴い、立憲会派復帰）。

## 綱領
2020年9月15日の結党大会で制定された。抜粋して紹介する。

## 政策
「政権交代であなたのくらしを豊かに 立憲民主党の7つの約束」と称して以下の政策を掲げている。以下の政策は立憲民主党の公式ホームページの「政権政策2024一覧・政策集2024」を参照。細かい政策項目も含めた政権政策についてはPDF版を参照。また、基本政策や立憲民主党政策集2024なども参照。

### 政治改革
- 政治資金を徹底的に透明化し、裏金・脱税を許さない
- 企業・団体献金の禁止、政策活動費の廃止など政治資金規正法を再改正し、金権腐敗政治を終わらせる
- 国会議員の政治資金の世襲を制限、政治家のなり手を多様化し、政治に民意を反映する
- 税金の使い方を徹底的に透明化、効率化する
- 「政治とカネ」の不祥事の真相を究明するとともに、関係者の責任を徹底追及する
- 旧文通費（調査研究広報滞在費）の使途の明確化と公開を進める
- パリテ（男女半々の議会）の実現を目指すクオータ制を導入する
- インターネット投票の導入、被選挙権年齢の引下げを実現する
- 忖度のないよう内閣人事局など公務員制度の在り方を再検証する
- 予備費の恣意的な使用など、税金のムダづかいは徹底的に削減する

### 物価・経済対策
- 最低賃金を1500円以上とし、適切な価格転嫁等により、労働者の賃金の底上げを実現する
- リスキリング、リカレント教育など、徹底した「人への投資」で賃上げを支援する
- 希望すれば正規雇用で働けるよう契約社員、派遣労働の抜本改革などを実現する
- 成長の柱となるグリーン、ライフ、ローカル、デジタル(GLLD)に重点的に投資する
- 半導体や生成AIなど先端産業の国内立地化を促し、企業のデジタル化・グリーン化を大胆に支援する
- 日本が世界に誇る文化芸術や伝統文化、コンテンツ産業への支援を強化する
- 気候危機に対する未来への責任を果たすため、できる限り早期のカーボンニュートラル、再エネ電気100%を目指す
- 派遣労働を真に労働者の専門性を発揮できる職種に、契約社員を臨時的な雇用等に限定する
- 同一価値労働同一賃金の実現で、男女間の賃金格差など不合理な差別をなくす

### 外交・安全保障
- 専守防衛に徹し、日米同盟を基軸とした安定した外交・安全保障政策を進め、国民と国土を断固守り抜く
- 「SDGs基本法」を制定するなど、気候変動対策、貧困、グローバルヘルス等の地球規模課題解決の取り組みを強化し、力強く人権外交を展開する
- 急増した防衛予算を精査し、防衛増税は行わない
- 基本的価値観を共有する国々との対話外交や安全保障協力・交流を促進し、連帯を進める
- 新領域（サイバー、宇宙など）を統合した防衛能力の強化、継戦能力の向上を図る
- 自衛隊員の処遇を改善し、人員確保に取り組む
- サプライチェーンの強靭化、先端技術の優位性確保、インフラセキュリティ強化など、実効性のある経済安全保障政策を確立する
- 沖縄の民意を尊重して、軟弱地盤などの課題が明らかになった辺野古移設工事は中止し、沖縄の基地の在り方や地位協定の見直しについて米国に再交渉を求める
- 拉致問題の解決にはもう一刻も猶予がなく、全ての拉致被害者の救出に全力を尽くす

### 社会保障
- 国民の不安払拭など一定の条件が整うまでは、現在の紙の健康保険証を存続する
- 保育・介護・障がい福祉等に従事する方々の待遇改善を順次実行する
- 低所得の高齢者の年金に一定額を上乗せして給付する制度を設ける
- 「日本版家庭医制度」を創設し、「健康100年」の福祉国家を実現する
- 介護離職をなくすため、介護サービスの質・量を充実させる
- 訪問介護の基本報酬の引下げを早急に見直す
- 「130万円の壁」等を給付で埋める「就労支援給付制度」を導入する
- より多くの短時間労働者が厚生年金に加入できるよう適用拡大をさらに進める

### 子育て・教育
- 公立小中学校の給食費を無償化する
- 国公立大学の授業料を無償化し、私立大学・専門学校には同額程度の負担軽減を実施する
- 18歳までのすべての子どもを対象に、1人当たり月1万5000円、年18万円の児童手当を支給する
- 小中学校の教員の処遇改善・長時間労働の是正を進めるとともに、さらなる少人数学級を推進する
- 0〜2歳も含め就学前教育・保育の無償化を推進する
- 高校の授業料は所得制限を撤廃し、完全無償化する
- 学びなおしのための公的職業訓練の拡充、休暇制度の整備で、学びたい人を支援する
- 貸与型奨学金の返済額を所得控除するとともに、返還免除制度を拡充し、利子分を免除するなど、奨学金の返済を支援する
- 科学研究費・大学運営費交付金を抜本拡充し、安定雇用を基盤とした研究人材の育成を進める
- 基礎研究は短期的な成果の見込めるものに限らず、広く継続的に実施できるよう予算を充実する

### 地域再生
- 持続可能な社会に向け、企業や投資家による公益目的の投資（「インパクト投資」）を促すための仕組みを導入する
- 一括交付金復活等で自治体の自主性を高め、活力ある地域をつくる
- 食料安全保障を確立するため、農業者戸別所得補償制度をバージョンアップし、農地に着目した新たな直接支払制度を構築する
- デジタル技術等を活用して、医療や介護、交通やインフラ、農業、観光、エネルギーで地域を活性化する
- 就農人口の極端な減少に対応するため、都市部のサラリーマンが農業に転職しやすい仕組みをつくるなど、都市から地方への太い人の流れを生み出して、中山間地域を含む地域コミュニティの再生・活性化を支援する
- 地方回帰を加速するため、若年層・現役世代・高齢者それぞれに応じた移住策を講じる
- 耐震化や河川改修、山林保全、老朽インフラの維持・更新などの事前防災、誰も取り残さないインクルーシブな防災体制を推進する
- 生業とコミュニティの再生を重視し、被災者と被災地に寄り添いながら、東日本大震災・東京電力福島第一原子力発電所事故からの復興を加速する

### 共生社会
- 選択的夫婦別姓制度を早期に実現する
- 性別を問わず個性と能力を十分に発揮することのできるジェンダー平等を着実に推進する
- 同性婚を可能とする法制度を実現する
- 障がい種別や程度、年齢、性別を問わず、安心して地域で自立した生活ができるよう、障がいのある人のニーズを踏まえた仕組みづくりや基盤整備に取り組む
- 性別・部落・民族・障がい・国籍などのあらゆる差別の解消を目指す
- 国民と在留外国人が相互に尊重しつつ支え合う多文化共生社会を実現する
- セクハラ、パワハラ、マタハラ、パタハラなど、あらゆるハラスメントを禁止する
- 誰も自殺に追い込まれることのない社会を目指す。特に、子どもの自殺対策を強化する。

### その他
PDF版政権政策2024の「主な政策項目」から主に重要政策に関連する記述を抜粋して紹介する。

#### 財務金融・税制
- 格差を是正する税制改革による財源確保や、行政需要の変化に応じた予算配分、適切な執行、成長力の強化による税収増など、歳出・歳入両面の改革を行い、中長期的に財政の健全化を目指す
- 日銀の物価安定目標を「2%」から「0%超」に変更するとともに、政府・日銀の共同目標として、「実質賃金の上昇」を掲げる
- 所得税については、「分厚い中間層」を復活させるため、勤労意欲の減退や人材の海外流出等の懸念に十分配慮した上で、累進性を強化する。名目賃金の上昇を踏まえ、課税最低限の引き上げなど、必要な措置を講じる。
- 金融所得課税について、当面は分離課税のまま超過累進税率を導入し、中長期的には総合課税化する
- 法人税については、法人の収益に応じて応分の負担を求める税制に改革する。中小企業者等の法人税率の軽減措置（15%）を本則化する。
- 消費税の逆進性対策については、軽減税率制度に代えて、中低所得者が負担する消費税の一部を税額控除し、控除しきれない分は給付する「給付付き税額控除」（消費税還付制度）の導入により行う
- インボイス制度については速やかに廃止する
- 揮発油税等のトリガー条項については、復興財源に配慮し、必要な期間にわたり一時的に凍結を解除して、原油価格高騰時には確実に発動できるようにする。発動により減収する地方税（地方揮発油税、軽油引取税）については国が補填する。

#### 外交・安全保障
2022年12月20日に「外交・安全保障戦略の方向性」と題した立憲民主党としての体系的な外交・安全保障政策をまとめた文書を発表しており、そちらも参照。
- 現行の安保法制については、立憲主義および憲法の平和主義に基づき、違憲部分を廃止する等、必要な措置を講じ、専守防衛に基づく平和的かつ現実的な外交・安全保障政策を築く
- 非核三原則を堅持する。唯一の戦争被爆国として、核兵器禁止条約へのオブザーバー参加などを通じて、核廃絶に向けた働きかけを行っていく。
- NATO型核シェアリングについては、能力的にもNPTに鑑みても現実的ではなく、認められない。日米拡大抑止協議を深化させていく。
- 尖閣諸島がわが国固有の領土であることは歴史的にも国際法上も疑いがなく、現にわが国はこれを有効に支配している。諸島を巡って解決すべき領有権の問題は存在せず、今後とも平穏かつ安定的に維持・管理していく。力による現状変更の試みには毅然として対処する。
- わが国固有の領土である北方領土については、四島の帰属の問題を解決し平和条約を締結すべく、これまでの日露間の諸合意、法と正義の原則を基礎として、ロシアとの交渉を求め続ける
- わが国固有の領土である竹島の問題は、国際法に従って平和的な解決を粘り強く求めていく
- 台湾海峡の平和と安定は、わが国の平和と安定に密接に関係しており、両岸問題が平和的に解決されることが何よりも重要。そのための外交努力、平時からの安全保障協力、わが国周辺地域の常時戒監視、情報収集、ハイレベルな情報交換を進める。

#### 社会保障
- 住まいの安心を確保するために、新たな家賃補助制度を創設する
- 社会保険料負担の上限額を見直し、富裕層に応分の負担を求める

#### 働き方
- 労働基本法（仮称）を制定し、雇用の基本原則を「期間の定めのない直接雇用」とする
- 「就職氷河期世代支援基本法」の制定を目指す

#### エネルギー
- 気候危機対策を強力に推進し、2030年の再生可能エネルギーによる発電率50%および2050年100%を目指し、2050年までのできる限り早い時期に化石燃料にも原子力発電にも依存しないカーボンニュートラル達成を目指す
- 原発の新増設は認めない。廃炉作業を国の管理下に置いて実施する体制を構築する。
- 実効性のある避難計画の策定、地元合意がない原発の再稼働は認めない

#### 農林水産
- 自民党政権が講じてきた官邸主導の「新自由主義的な農業政策」から転換し、農林水産業固有の特性やわが国の農山漁村社会の歴史に根ざした地域政策を経営安定対策と一体的に推進する

#### 憲法・皇位継承
2020年11月19日に「憲法論議の指針」と題した立憲民主党の憲法改正に対するスタンスペーパーもまとめており、そちらも参照。
- 現行憲法の基本理念と立憲主義に基づき「論憲」を進める。国家権力を制約し、国民の権利拡大に資する議論を積極的に行う。
- 内閣による衆院解散の制約、臨時国会召集の期限明記、各議院の国政調査権の強化、政府の情報公開義務、地方自治の充実について議論を深める
- 現行の憲法9条を残した上で自衛隊を明記する自民党案では、前法より後法が優先するという法解釈の基本原理が働き、戦力不保持・交戦権否認を定めた9条2項の法的拘束力が失われ、フルスペックの集団的自衛権まで行使可能となりかねず、平和主義を空文化させるものであり、反対する
- 国民投票の公平及び公正を確保し、国民が正確な情報に基づいて判断できる環境を整備するため、広告放送、インターネット有料広告、運動資金、外国人からの寄附等を規制するとともに、国民投票に関するインターネットの適正な利用を確保するための方策を盛り込む国民投票法改正を行う
- 衆院解散や任期満了による衆院議員の不在時に発生した緊急事態に対しては、憲法54条2項で参院の緊急集会が国会機能を代行できると規定されている上、災害対策基本法など、緊急事態に応じた個別法令が整備されており、議員任期延長を含む新たな緊急事態条項を憲法に定める必要はない
- 皇位の安定的継承と女性宮家の創設に向けて、立憲民主党「安定的な皇位継承に関する検討委員会」の「論点整理」に基づいて、拙速にではなく、丁寧に国民の総意を作っていくための議論を行う

## 法案
| 国会        | 名称                                         | 提出日   | 内容                               | 可否   | 可否   | 可否   | 備考     |
| ----------- | -------------------------------------------- | -------- | ---------------------------------- | ------ | ------ | ------ | -------- |
| 国会        | 名称                                         | 提出日   | 内容                               | 委員   | 衆院   | 参院   | 備考     |
| 第216回国会 | 政策活動費廃止法案                           | 12月4日  | 政務活動費の廃止                   | 可決   | 可決   | 可決   |          |
| 第216回国会 | 政治資金世襲禁止法案                         | 12月9日  | 政治資金管理団体の相続禁止         | 審議中 | 審議中 | 審議中 |          |
| 第216回国会 | 企業・団体献金禁止法案                       | 12月9日  |                                    | 審議中 | 審議中 | 審議中 |          |
| 第216回国会 | 政治資金規正法の一部を改正する法律案         | 12月10日 |                                    | 審議中 | 審議中 | 審議中 |          |
| 第216回国会 | 被災者生活再建支援法改正案                   | 12月19日 |                                    | 審議中 | 審議中 | 審議中 |          |
| 第216回国会 | 医薬品不足を解消するための中間年改定廃止法案 | 12月20日 | 薬価改定の法律上明確化             | 審議中 | 審議中 | 審議中 |          |
| 第216回国会 | 学校給食費無償化法案                         | 12月23日 | 給食費無償化                       | 審議中 | 審議中 | 審議中 |          |
| 第217回国会 | 保険証復活法案（マイナ保険証併用法案）       | 1月28日  | 健康保険証の存続                   | 審議中 | 審議中 | 審議中 |          |
| 第217回国会 | 訪問介護緊急支援法案                         | 1月29日  | 訪問介護への支援                   | 審議中 | 審議中 | 審議中 |          |
| 第217回国会 | 介護・障害福祉従事者処遇改善法案             | 2月14日  | ソーシャルワーカーの待遇改善       | 審議中 | 審議中 | 審議中 |          |
| 第217回国会 | 高校授業料無償化拡充法案                     | 2月14日  | 高校無償化                         | 審議中 | 審議中 | 審議中 |          |
| 第217回国会 | 公立高校の施設整備促進応援法案               | 2月14日  | 高校無償化                         | 審議中 | 審議中 | 審議中 |          |
| 第217回国会 | 高額療養費自己負担引上げ凍結法案             | 2月19日  | 高額療養費自己負担引上げ凍結       | 審議中 | 審議中 | 審議中 |          |
| 第217回国会 | 社会保険料・事業者負担軽減法案               | 2月21日  | 中小企業の社会保険料事業者負担軽減 | 審議中 | 審議中 | 審議中 |          |
| 第217回国会 | 企業・団体献金禁止法案                       | 3月19日  | 企業・団体献金禁止                 | 審議中 | 審議中 | 審議中 | 共同提出 |
| 第217回国会 | ガソリン税暫定税率廃止法案                   | 4月18日  | ガソリン税暫定税率廃止             | 審議中 | 審議中 | 審議中 |          |
| 第217回国会 | 軽油減税法案                                 | 4月18日  | 軽油引取税暫定税率廃止             | 審議中 | 審議中 | 審議中 |          |
| 第217回国会 | 選択的夫婦別姓法案                           | 4月30日  | 選択的夫婦別姓導入                 | 審議中 | 審議中 | 審議中 |          |

## 役職

### 党役員

#### 代表
代表は、党を代表する最高責任者であり、党務全般を統括する職である（党規約14条1,2項）。国会議員と公認候補予定者、地方議員、党員・協力党員が参加する選挙で選出され、その任期は就任した年から3年後の9月末日までである（党規約14条3,5項、党代表選挙規則）。任期途中で代表が欠けた場合は両院議員総会において代表を選出することもできるが、その際の任期は、就任が1-9月末日までであれば翌年9月末日まで、就任が10-12月末日までであれば翌々年9月末日までとなる（党規約14条6,7項）。
なお、初代代表は2020年9月の党に参加予定の国会議員の投票で選出され、任期は2022年（令和4年）9月までとされた。
歴代代表一覧
- 代表選の欄、「新」は党に参加予定の国会議員による投票、「般」は国会議員と地方議員と党員・サポーターによる投票。

| 代 | 画像 | 代表     | 代表選 | 出身                       | 在任期間                       | 備考 |
| -- | ---- | -------- | ------ | -------------------------- | ------------------------------ | --- |
| 1  |      | 枝野幸男 | 新     | 旧立憲民主党               | 2020年9月15日 - 2021年11月30日 | 旧立憲民主党代表。第49回衆院選敗北の責任を取り、同年11月12日に辞任。 党則により、新代表就任まで職務を継続した。 |
| 2  |      | 泉健太   | 般     | 旧国民民主党               | 2021年11月30日 - 2024年9月23日 | 自身の任期満了により実施された2024年代表選挙では得票数3位に留まり、 決選投票を制した野田に交代した。            |
| 3  |      | 野田佳彦 | 般     | 社会保障を立て直す国民会議 | 2024年9月23日 - 現職           | 任期は2027年（令和9年）9月30日まで 。                                                                           |

#### 代表代行
代表代行は、代表を補佐し、その指示に基づき代表の職務の一部を代行して党務を遂行するものとされ、代表代行を置く場合は、党大会または両院議員総会の承認を得て、代表が選任する（党規約16条各項）。常任幹事会の構成員であり（党規約11条4項）、かつ執行役員会の構成員である（党規約13条2項）。
現任は、長妻昭、辻元清美、大串博志の3名。

#### 副代表
副代表は、代表を補佐し、その指示または幹事長の要請に基づき党務を遂行するものとされ、副代表を置く場合は、党大会または両院議員総会の承認を得て、代表が選任する（党規約17条各項）。常任幹事会の構成員である（党規約11条4項）。
枝野幸男が代表であった時には5名置かれていたが、代表に泉健太が就任して以降、空席である。

#### 幹事長
幹事長は当然に置かれる。代表を補佐して党務執行全般を統括する職であり、党大会または両院議員総会の承認を得て、国会議員の中から代表が選任するものとされる（党規約18条1,2,3項）。常任幹事会および執行役員会の構成員である（党規約11条4項,13条2項）。
現任は、小川淳也。

#### 党役員一覧
主要な党役員一覧（2025年6月6日現在）
|    | 役職                                                            | 氏名       | 所属議院・地方議会 | 出身政党・会派             | 政策グループ               |
| -- | --------------------------------------------------------------- | ---------- | ------------------ | -------------------------- | -------------------------- |
| ◎○ | 代表 総合選挙対策本部長 つながる本部長                          | 野田佳彦   | 衆議院             | 社会保障を立て直す国民会議 | 野田G                      |
| ◎○ | 代表代行 (政策統括)                                             | 長妻昭     | 衆議院             | 旧・立憲民主党             | 無派閥                     |
| ◎○ | 代表代行 つながる本部長代理 ジェンダー平等推進本部長 広報本部長 | 辻元清美   | 参議院             | 旧・立憲民主党             | 無派閥                     |
| ◎○ | 代表代行 (党務統括)                                             | 大串博志   | 衆議院             | 旧・立憲民主党             | 無派閥                     |
| ○  | 副代表                                                          | 空席       | ―                  | ―                          | ―                          |
| ◎○ | 幹事長 総合選挙対策事務総長                                     | 小川淳也   | 衆議院             | 無所属フォーラム           | 岡田G                      |
| ◎○ | 常任幹事会議長                                                  | 菊田真紀子 | 衆議院             | 無所属フォーラム           | 岡田G                      |
| ◎○ | 選挙対策委員長                                                  | 大串博志   | 衆議院             | 旧・立憲民主党             | 無派閥                     |
| ◎○ | 政務調査会長                                                    | 重徳和彦   | 衆議院             | 社会保障を立て直す国民会議 | 重徳G                      |
| ◎○ | 国会対策委員長                                                  | 笠浩史     | 衆議院             | 社会保障を立て直す国民会議 | 無派閥                     |
| ◎○ | 参議院議員会長                                                  | 水岡俊一   | 参議院             | 旧・立憲民主党             | 近藤G                      |
| ○  | 参議院幹事長                                                    | 田名部匡代 | 参議院             | 旧・国民民主党             | 田名部G                    |
| ○  | 参議院国会対策委員長                                            | 斎藤嘉隆   | 参議院             | 旧・立憲民主党             | 近藤G                      |
| ○  | 組織委員長                                                      | 佐藤公治   | 衆議院             | 結集ひろしま               | 小沢G                      |
| ○  | 企業・団体交流委員長                                            | 大島敦     | 衆議院             | 旧・国民民主党             | 田名部G                    |
| ○  | 北海道ブロック常任幹事                                          | 石川香織   | 衆議院             | 旧・立憲民主党             | 近藤G・西村G               |
| ○  | 東北ブロック常任幹事                                            | 升田世喜男 | 衆議院             | 旧・立憲民主党             | 江田G                      |
| ○  | 北関東ブロック常任幹事                                          | 青山大人   | 衆議院             | 旧・国民民主党             | 無派閥                     |
| ○  | 南関東ブロック常任幹事                                          | 田嶋要     | 衆議院             | 無所属フォーラム           | 西村G・江田G               |
| ○  | 東京ブロック常任幹事                                            | 伊藤俊輔   | 衆議院             | 無所属フォーラム           | 野田G・田名部G・重徳G      |
| ○  | 北陸信越ブロック常任幹事                                        | 羽田次郎   | 参議院             | ―                          | 田名部G                    |
| ○  | 東海ブロック常任幹事                                            | 今井雅人   | 衆議院             | 無所属フォーラム           | 岡田G                      |
| ○  | 近畿ブロック常任幹事                                            | 尾辻かな子 | 衆議院             | 旧・立憲民主党             | 近藤G                      |
| ○  | 中国ブロック常任幹事                                            | 亀井亜紀子 | 衆議院             | 旧・立憲民主党             | 無派閥                     |
| ○  | 四国ブロック常任幹事                                            | 高橋永     | 衆議院             | ―                          | 重徳G                      |
| ○  | 九州ブロック常任幹事                                            | 渡辺創     | 衆議院             | 旧・立憲民主党             | 無派閥                     |
| ○  | 自治体議員ネットワーク代表                                      | 遊佐美由紀 | 宮城県議会         | ―                          | ―                          |
| ◇  | 両院議員総会長                                                  | 川田龍平   | 参議院             | 旧・立憲民主党             | 西村G・江田G               |
|    | 倫理委員長                                                      | 坂本祐之輔 | 衆議院             | 旧・立憲民主党             | 江田G                      |
|    | 代表選挙管理委員長                                              | 吉川沙織   | 参議院             | 旧・立憲民主党             | 近藤G                      |
|    | 代議士会長                                                      | 末松義規   | 衆議院             | 旧・立憲民主党             | 西村G・江田G               |
|    | 東日本大震災復興本部長                                          | 小川淳也   | 衆議院             | 無所属フォーラム           | 岡田G                      |
|    | 副幹事長 総務局長                                               | 阿久津幸彦 | 衆議院             | 旧・立憲民主党             | 西村G                      |
|    | 副幹事長 財務局長                                               | 稲富修二   | 衆議院             | 旧・国民民主党             | 無派閥                     |
|    | 副幹事長 災害・緊急事態局長                                     | 近藤和也   | 衆議院             | 旧・国民民主党             | 無派閥                     |
|    | 副幹事長 政治改革担当                                           | 落合貴之   | 衆議院             | 旧・立憲民主党             | 重徳G・江田G               |
|    | 副幹事長 国際局長                                               | 源馬謙太郎 | 衆議院             | 旧・国民民主党             | 田名部G・階G・重徳G・江田G |
|    | 副幹事長 青年局長                                               | 伊藤俊輔   | 衆議院             | 無所属フォーラム           | 野田G・田名部G・重徳G      |
|    | 副幹事長 人材局長                                               | 荒井優     | 衆議院             | ―                          | 近藤G・西村G・田名部G      |
|    | 副幹事長 選挙対策関係                                           | 青山大人   | 衆議院             | 旧・国民民主党             | 無派閥                     |
|    | 副幹事長 国民運動局長                                           | 石川香織   | 衆議院             | 旧・立憲民主党             | 近藤G・西村G               |
|    | 副幹事長                                                        | 森本真治   | 参議院             | 旧・国民民主党             | 田名部G                    |
|    | 副幹事長                                                        | 勝部賢志   | 参議院             | 旧・立憲民主党             | 近藤G                      |
|    | 副幹事長                                                        | 田島麻衣子 | 参議院             | 旧・立憲民主党             | 近藤G                      |
|    | 会計監査                                                        | 下条みつ   | 衆議院             | 旧・国民民主党             | 田名部G                    |
|    | 会計監査                                                        | 牧山弘恵   | 参議院             | 旧・立憲民主党             | 江田G                      |
| ○  | 最高顧問                                                        | 枝野幸男   | 衆議院             | 旧・立憲民主党             | 西村G・近藤G               |
| ○  | 常任顧問                                                        | 岡田克也   | 衆議院             | 無所属フォーラム           | 岡田G                      |
| ○  | 常任顧問                                                        | 海江田万里 | 衆議院             | 旧・立憲民主党             | 近藤G                      |
| ○  | 常任顧問                                                        | 泉健太     | 衆議院             | 旧・国民民主党             | 田名部G                    |

◎は執行役員会構成役員。○は常任幹事会構成役員。※は常任幹事会陪席。◇は常任幹事会臨席。

#### 歴代執行役員一覧
| 代表     | 代表代行 | 代表代行   | 代表代行 | 幹事長     | 常任幹事会 議長 | 政務調査 会長 | 選挙対策 委員長 | 国会対策 委員長 | 参議院議員 会長 | 執行役員      | 執行役員   | 執行役員       | 執行役員      | 就任年月       |
| -------- | -------- | ---------- | -------- | ---------- | --------------- | ------------- | --------------- | --------------- | --------------- | ------------- | ---------- | -------------- | ------------- | -------------- |
| 枝野幸男 | 平野博文 | 蓮舫       | 江田憲司 | 福山哲郎   | 田名部匡代      | 泉健太        | 平野博文        | 安住淳          | 水岡俊一        | 大島敦        | 近藤昭一   |                |               | 2020年9月15日  |
| 泉健太   | 逢坂誠二 |            |          | 西村智奈美 | 牧山弘恵        | 小川淳也      | 大西健介        | 馬淵澄夫        | 水岡俊一        | 吉川沙織      | 小宮山泰子 | 田名部匡代     | 岡本章子      | 2021年11月30日 |
| 泉健太   | 逢坂誠二 | 西村智奈美 | 岡田克也 | 徳永エリ   | 長妻昭          | 大串博志      | 安住淳          |                 | 水岡俊一        |               |            |                | 2022年8月26日 |                |
| 泉健太   | 逢坂誠二 | 西村智奈美 | 岡田克也 | 辻元清美   | 長妻昭          | 大串博志      | 安住淳          | 渡辺周          | 水岡俊一        | 2024年1月26日 |            |                |               |                |
| 野田佳彦 | 長妻昭   | 大串博志   | 小川淳也 | 辻元清美   | 菊田真紀子      | 大串博志      | 重徳和彦        | 笠浩史          | 水岡俊一        | 手塚仁雄      | 奥野総一郎 | 2024年9月-10月 |               |                |

### 次の内閣閣僚
野田佳彦「次の内閣」閣僚名簿（2024年12月3日発足）
| 役職                                             | 氏名       | 所属議院 | 政策グループ        | 備考                 |
| ------------------------------------------------ | ---------- | -------- | ------------------- | -------------------- |
| ネクスト総理大臣                                 | 野田佳彦   | 衆議院   | 野田G               | 元首相、元財務相     |
| ネクスト内閣官房長官                             | 重徳和彦   | 衆議院   | 重徳G               | 党政務調査会長       |
| ネクスト内閣府統括・防災・国家公安委員会担当大臣 | 杉尾秀哉   | 参議院   | 西村G               |                      |
| ネクスト経済財政担当大臣                         | 馬淵澄夫   | 衆議院   | 無派閥              | 元国交相             |
| ネクスト地方創生・消費者・沖縄北方担当大臣       | 石川香織   | 衆議院   | 近藤G・西村G        |                      |
| ネクストジェンダー・共生・孤独孤立担当大臣       | 吉田晴美   | 衆議院   | 西村G               |                      |
| ネクスト子ども政策担当大臣                       | 高木真理   | 参議院   | 無派閥              |                      |
| ネクストデジタル・行政改革・公務員改革担当大臣   | 中谷一馬   | 衆議院   | 西村G・重徳G・江田G |                      |
| ネクスト復興・福島再生担当大臣                   | 岡本章子   | 衆議院   | 西村G・近藤G        |                      |
| ネクスト総務大臣                                 | 野田国義   | 参議院   | 無派閥              |                      |
| ネクスト法務大臣                                 | 打越さく良 | 参議院   | 西村G               |                      |
| ネクスト外務・拉致問題担当大臣                   | 武正公一   | 衆議院   | 野田G               | 元外務副大臣         |
| ネクスト財務金融大臣                             | 階猛       | 衆議院   | 階G                 |                      |
| ネクスト文部科学大臣                             | 津村啓介   | 衆議院   | 階G                 |                      |
| ネクスト厚生労働大臣                             | 山井和則   | 衆議院   | 岡田G               | 元厚生労働大臣政務官 |
| ネクスト農林水産大臣                             | 金子恵美   | 衆議院   | 岡田G               |                      |
| ネクスト経済産業大臣                             | 田嶋要     | 衆議院   | 西村G・江田G        | 元経済産業大臣政務官 |
| ネクスト国土交通大臣                             | 小宮山泰子 | 衆議院   | 階G・小沢G          |                      |
| ネクスト環境大臣                                 | 篠原孝     | 衆議院   | 無派閥              |                      |
| ネクスト安全保障大臣                             | 福山哲郎   | 参議院   | 無派閥              | 元内閣官房副長官     |

## 組織

### 党本部組織
議決機関
- 党大会 - 党の最高議決機関。綱領・規約の改正、年間活動計画、予算および決算、その他規約に定める事項ならびに常任幹事会が特に重要であるとして決した事項を審議・決定する。代表は、毎年一回定期党大会を、常任幹事会の承認を得て必要に応じ臨時党大会を、両院議員総会が議決によって要請した場合には45日以内に臨時党大会を招集する。[注釈 23]
- 両院議員総会 - 党大会に次ぐ党の議決機関。規約に定める事項、常任幹事会が特に必要であると決した事項を審議・決定する。特に緊急を要するとして代表または常任幹事会が提起し両院議員総会が議決した事項については、両院議員総会の議決をもって党大会の議決に代えることができる。ただしその後の党大会に報告し、承認を得なければならない。両院議員総会長は、代表の要請または常任幹事会の議決による要請があった場合に両院議員総会を招集しなければならず、党所属国会議員の3分の1以上の要請があった場合は14日以内に招集しなければならない。[注釈 24]
- 常任幹事会 - 党運営に関する重要事項を議決する機関。規約を執行するために必要な規則の制定および改廃、ならびに党運営に関し本規約に定める事項その他の重要事項を、審議・決定する。1.代表、代表代行、副代表 2.幹事長、選挙対策委員長、政務調査会長、国会対策委員長、組織委員長、企業・団体交流委員長 3.参議院役員 4.代表が指名した役職者5名以内 5.その他の常任幹事15名以内 をもって構成。[注釈 25]
- 政務調査審議会 - 政策に関して審議決定する機関。政務調査会長、政務調査会長代理その他政務調査会長の指名する政務調査会の役職者で構成。[注釈 26]
- 次の内閣 - 党が政権党の任にない場合、代表は両院議員総会の承認を得て、『次の内閣』（ネクスト・キャビネット）を設置することができる。『次の内閣』を設置した場合、政務調査審議会に代わって党の政策を審議し決定する機関とし、第12条の規定は適用されない。構成員は、党員以外の者で党綱領に賛同する者に委嘱することができるが、党員以外の者および国会議員でない者の総数が構成員の半数を超えてはならない。[注釈 27]

執行機関会議
執行役員会が設けられている。党務執行の重要事項について調整し決定する機関であり、代表、代表代行、幹事長、常任幹事会議長、参議院議員会長および代表の指名する役員で構成する。

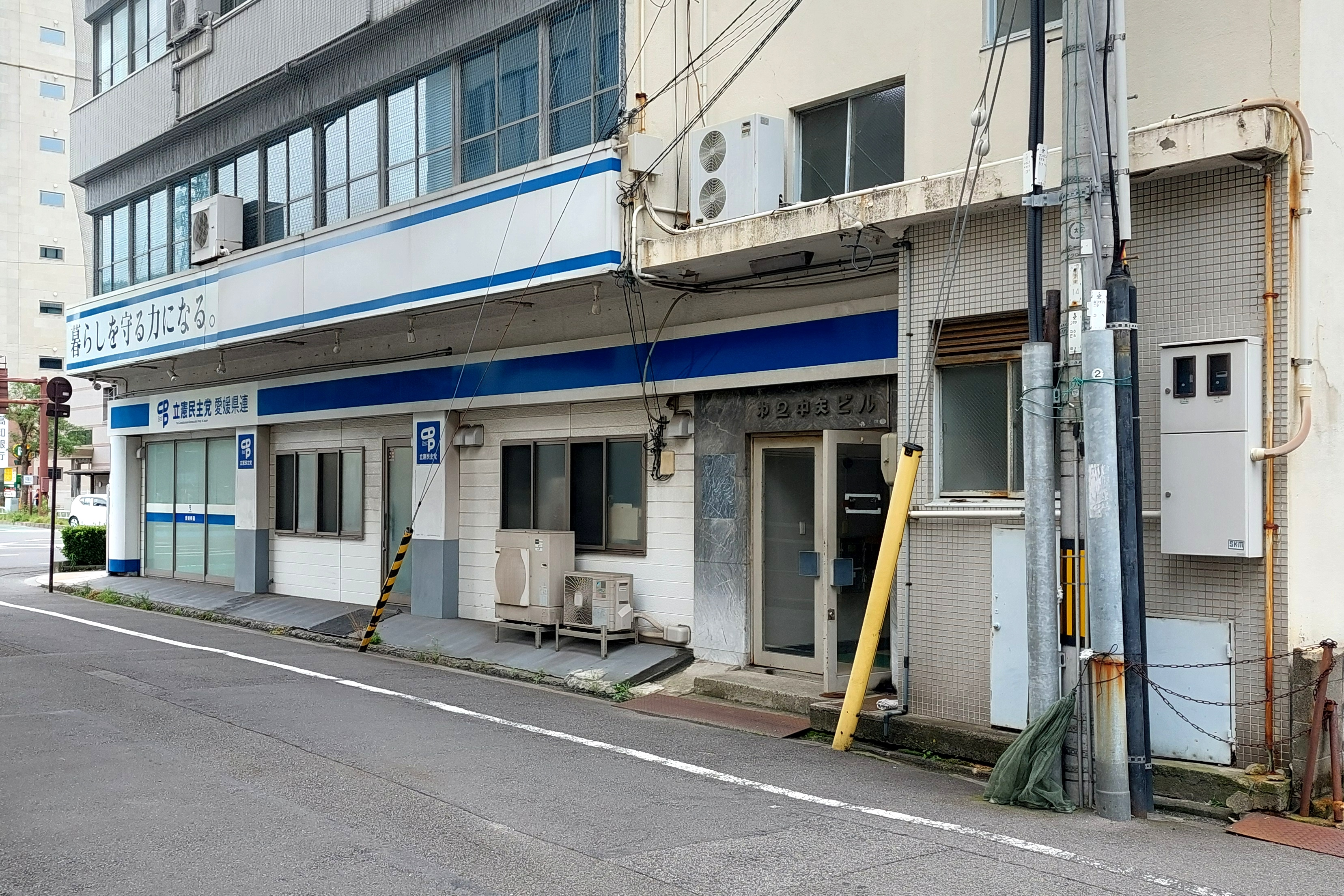
立憲民主党愛媛県連

執行機関
各種委員会、本部、局が設置される。
- 委員会等
  - 選挙対策委員会
  - 政務調査会
  - 国会対策委員会
  - 組織委員会
  - 企業・団体交流委員会
  - 倫理委員会
  - 代表選挙管理委員会
  - ハラスメント対策委員会

- 本部
  - 総合選挙対策本部
  - つながる本部
  - ジェンダー平等推進本部
  - 広報本部
  - 政治改革推進本部
  - 新型コロナウイルス対策本部
  - 拉致問題対策本部
  - 東日本大震災復興対策本部
  - カジノ問題対策本部
  - 旧統一教会被害対策本部

- 幹事長部局
  - 総務局
  - 財務局
  - 災害・緊急事態局
  - 青年局
  - 国際局

- その他の機関
  - 代表政務室

### 地方組織
2021年7月現在、47都道府県全てで地方組織が設立されている。

### 党員・協力党員
旧立憲民主党の制度・旧国民民主党の制度の両方を引き継いでおり、18歳以上の日本国民は党員・協力党員（サポーターズ）として参加することができ、18歳以上の個人はパートナーズとして参加することができる。なお、党員・協力党員（サポーターズ）とパートナーズは両方に重ねて参加可能である。党員の年会費は4000円、協力党員の年会費は2000円、パートナーズの年会費は500円である。党員・協力党員は代表選挙への参加が可能であるが、パートナーズは代表選挙への参加はできない。
2021年3月において党員などの数は4万人余りであり、10万人に増やすことを目標に掲げていた。2021年12月時点の一般の党員、協力党員の数は100,267人である。

### 党本部所在地

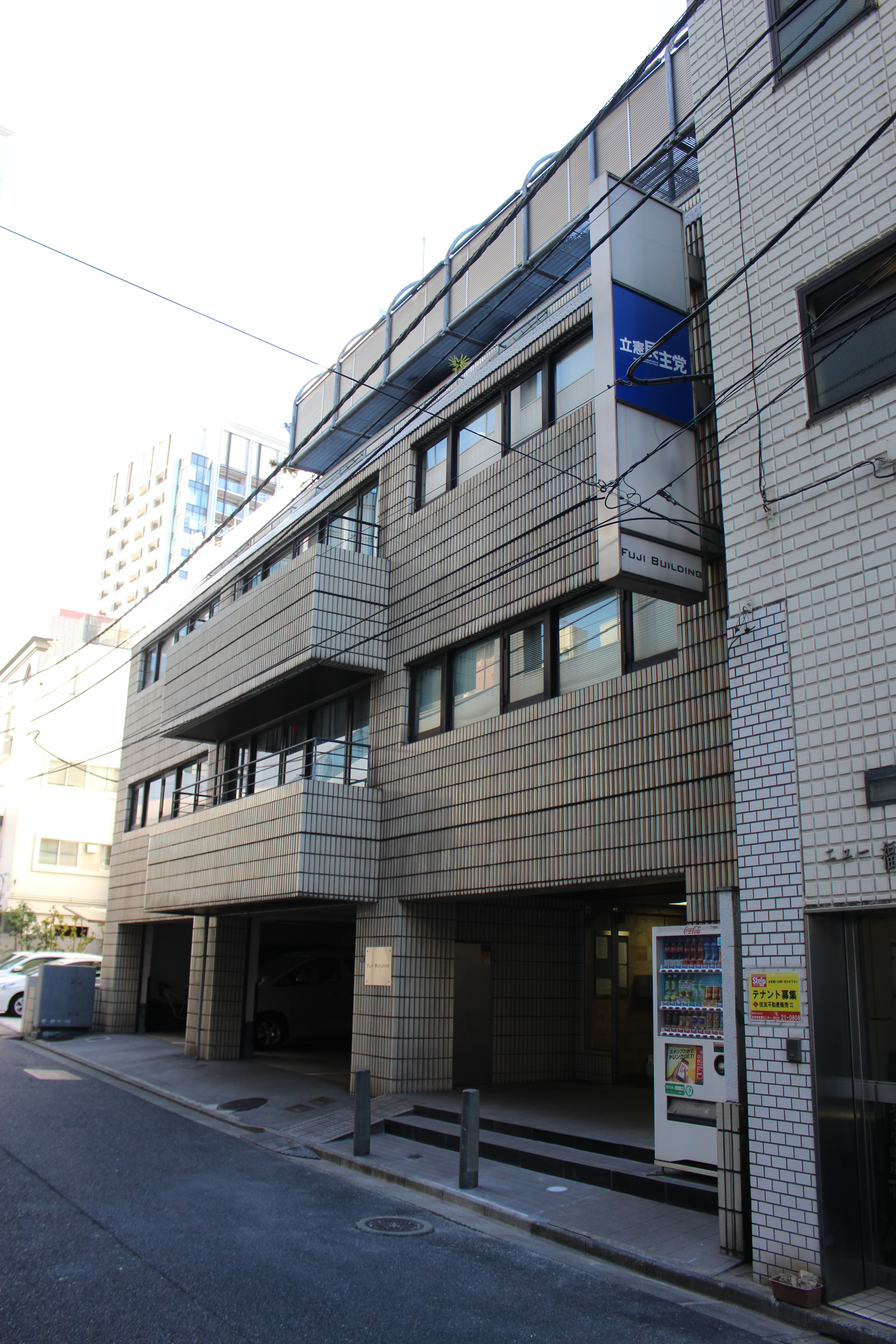
旧立民以来、2022年11月30日まで党本部が入居していたふじビル

現在の党本部は、旧・民主党および旧・民進党の本部所在地で、旧・国民民主党が継承して本部としていた千代田区永田町の「三宅坂ビル」。
新立憲結党時、本部は旧立憲に引き続き東京都千代田区平河町の「ふじビル」に所在することとなり、三宅坂ビルは党別館となった。
2022年10月18日の幹事長記者会見において、同年12月1日を目処に党本部を党別館の三宅坂ビルに移転することが発表された。幹事長の岡田は、新立憲結党の段階で職員の多くは三宅坂ビルに勤務しており、職員ヒアリングにおいて、郵便物が本部のふじビルに届き、そこから三宅坂ビルに運ばなければならないなどの弊害が指摘されたという。12月1日をもって党本部が三宅坂ビルに移転した。2023年2月には屋上に党の看板を設置した。なお、ふじビルとの契約は2023年3月をもって終了した。

## 党勢
- 2024年（令和6年）7月現在、衆参両院において、自由民主党に次ぐ議席数を有する野党第1党である[248][249]。
- 地方では、岩手県議会と沖縄県議会において、日本共産党と社会民主党他との県政与党である[250][251]。同様に、京都府議会や埼玉県議会では、自由民主党他との県(府)政与党[252][253]、千葉県議会や静岡県議会、滋賀県議会では国民民主党他との県政与党である[254][255][256]。

### 衆議院
| 選挙       | 年     | 代表     | 当選/候補者 | 定数 | 議席占有率 | 得票数（得票率）    | 得票数（得票率）    | 備考                                   |
| 選挙       | 年     | 代表     | 当選/候補者 | 定数 | 議席占有率 | 選挙区              | 比例代表            | 備考                                   |
| ---------- | ------ | -------- | ----------- | ---- | ---------- | ------------------- | ------------------- | -------------------------------------- |
| （結党時） | 2020年 | 枝野幸男 | 107/-       | 465  | 23.01%     |                     |                     | 繰上当選+1、入党+1、補選当選+1、離党-1 |
| 第49回     | 2021年 | 枝野幸男 | 96/240      | 465  | 20.65%     | 17,215,621 (29.96%) | 11,492,115 (20.00%) | 入党+1、離党-2、補選当選+3             |
| 第50回     | 2024年 | 野田佳彦 | 148/237     | 465  | 31.83%     | 15,740,860 (29.01%) | 11,564,221 (21.20%) |                                        |

### 参議院
| 選挙       | 年     | 代表     | 当選/候補者  | 非改選 | 定数 | 議席占有率 | 得票数（得票率）    | 得票数（得票率）    | 備考                                                              |
| 選挙       | 年     | 代表     | 当選/候補者  | 非改選 | 定数 | 議席占有率 | 選挙区              | 比例代表            | 備考                                                              |
| ---------- | ------ | -------- | ------------ | ------ | ---- | ---------- | ------------------- | ------------------- | ----------------------------------------------------------------- |
| （結党時） | 2020年 | 枝野幸男 | 43/-         | -      | 245  | 17.55%     |                     |                     | 入党+2、死去-1、補選当選+1                                        |
| 第26回     | 2022年 | 泉健太   | 16（+1※）/51 | 22     | 248  | 15.32%     | 8,154,330（15.33%） | 6,771,913（12.77%） | ※合併選挙による補欠当選+1、辞職-2、繰上当選+2、離党-2、補選当選+1 |
| 第27回     | 2025年 | 野田佳彦 | 22（+1※）/51 | 16     | 248  | 15.32%     | 9,119,655           | 7,397,467（12.50%） | ※補欠当選+1                                                       |

### 地方政治

#### 地方議会議員
2023年12月31日時点での党所属の都道府県議は232人で、自民党に次いで2番目に多い。市区議会議員は667人で公明党、自民党、共産党に次ぐ4位である。
民主党系の政党は総じて国政での勢力に比べて地方議会議員の数が少なく、地域によっては社民党より少ない地域もある(鹿児島市議会など)。国政では比較的民主党系の勢力が強いとされる地域でも、地方議会では自民党との間に2倍以上の議席差があることも珍しくない。
| 日付           | 代表     | 都道府県議会 | 市区議会  |
| -------------- | -------- | ------------ | --------- |
| 2020年12月31日 | 枝野幸男 | 不明         | 11/29608  |
| 2021年12月31日 | 泉健太   | 37/2598      | 157/29423 |
| 2022年12月31日 | 泉健太   | 58/2570      | 254/29155 |
| 2023年12月31日 | 泉健太   | 232/2644     | 712/29135 |

2024年8月24日時点、立憲民主党公式サイトより。定数は総務省議員定数に関する調による。
| 県       | 県議会      | 県政 | 市区議会     |
| -------- | ----------- | ---- | ------------ |
| 北海道   | 25 / 100    | 野党 | 103 / 712    |
| 青森県   | 5 / 48      | 野党 | 14 / 226     |
| 岩手県   | 12 / 48     | 与党 | 10 / 315     |
| 宮城県   | 11 / 59     | 野党 | 17 / 332     |
| 秋田県   | 4 / 41      | 野党 | 10 / 274     |
| 山形県   | 4 / 43      | 野党 | 11 / 262     |
| 福島県   | 10 / 58     | 野党 | 25 / 330     |
| 茨城県   | 2 / 63      | 野党 | 14 / 662     |
| 栃木県   | 3 / 50      | 野党 | 14 / 335     |
| 群馬県   | 4 / 50      | 野党 | 12 / 286     |
| 埼玉県   | 11 / 93     | 与党 | 43 / 967     |
| 千葉県   | 15 / 95     | 与党 | 50 / 925     |
| 神奈川県 | 27 / 105    | 野党 | 56 / 585     |
| 東京都   | 16 / 127    | 野党 | 138 / 1,548  |
| 山梨県   | 4 / 37      | 野党 | 7 / 245      |
| 新潟県   | 3 / 53      | 野党 | 11 / 452     |
| 富山県   | 3 / 40      | 野党 | 7 / 205      |
| 石川県   | 2 / 43      | 野党 | 1 / 204      |
| 福井県   | 2 / 37      | 野党 | 4 / 108      |
| 長野県   | 5 / 57      | 野党 | 7 / 404      |
| 岐阜県   | 1 / 46      | 野党 | 5 / 402      |
| 静岡県   | 2 / 68      | 与党 | 9 / 515      |
| 愛知県   | 10 / 102    | 野党 | 28 / 933     |
| 三重県   | 4 / 48      | 野党 | 9 / 308      |
| 滋賀県   | 5 / 44      | 与党 | 10 / 289     |
| 京都府   | 3 / 60      | 与党 | 10 / 363     |
| 大阪府   | 2 / 79      | 野党 | 19 / 797     |
| 兵庫県   | 4 / 86      | 野党 | 19 / 697     |
| 奈良県   | 2 / 43      | 野党 | 6 / 225      |
| 和歌山県 | 1 / 42      | 野党 | 2 / 172      |
| 鳥取県   | 7 / 35      | 野党 | 6 / 90       |
| 島根県   | 4 / 36      | 野党 | 12 / 179     |
| 岡山県   | 4 / 55      | 野党 | 5 / 340      |
| 広島県   | 4 / 64      | 野党 | 12 / 358     |
| 山口県   | 2 / 47      | 野党 | 4 / 309      |
| 徳島県   | 1 / 38      | 野党 | 5 / 173      |
| 香川県   | 3 / 41      | 野党 | 12 / 180     |
| 愛媛県   | 2 / 47      | 野党 | 5 / 261      |
| 高知県   | 1 / 37      | 野党 | 5 / 191      |
| 福岡県   | 15 / 87     | 野党 | 30 / 640     |
| 佐賀県   | 5 / 37      | 野党 | 12 / 212     |
| 長崎県   | 3 / 46      | 野党 | 3 / 286      |
| 熊本県   | 3 / 49      | 野党 | 4 / 309      |
| 大分県   | 5 / 43      | 野党 | 15 / 297     |
| 宮崎県   | 4 / 39      | 野党 | 11 / 198     |
| 鹿児島県 | 2 / 51      | 野党 | 6 / 393      |
| 沖縄県   | 2 / 48      | 与党 | 9 / 288      |
| 計       | 269 / 2,665 |      | 827 / 18,862 |

そのほかに町村議会議員が146人所属している。
- 地方議員：1,271人(2021年12月28日現在)[260]

## 派閥・政策グループ
所属議員や支持層において、中道路線とリベラル路線、財政規律路線と減税路線などの党内対立がある。
「自民党の派閥」と比べると民主党系の党内における集まりは「グループ」と呼ばれることが多い。このグループは元来、個々の議員らがゆるやかな集団としてイデオロギーや政策ごとに作られてきた。ただ、保守系のグループにおいては「派閥」と呼ばれるほど強い団結力を示すこともあるとされる。
民主党系の後身の立憲民主党においても、党内の政策グループは存在する。ただ、その統制は自民党の派閥と比較すると、やはりゆるやかな集まりとされる。議員らの政策グループのかけもちも多くは認められており、所属議員の線引きは見えにくい。ただし、党の代表戦や党内人事において政策グループの動向が注目されることがある。主に出身政党および支持団体ごとに中道左派・リベラルから中道右派・保守系の政策グループがいくつか形成されている。
なおこの間、これらのグループの他に、個別的政策に焦点を絞った主張を掲げるグループも形成されている。2021年立憲民主党代表選挙では中谷一馬を呼びかけ人として党内の若手・中堅34人により「りっけんNEXT」、2020年には「無所属フォーラム」を前身として、岡田克也や中村喜四郎ら10名により「小勝会」が設立された。2023年12月には「国民に寄り添った本来の保守本流の政治」を模索するために田中角栄の政治を学び直したいという原口一博や馬淵澄夫、江田、阿部知子を中心とした約20人により「田中角栄研究会」が設立された。
| 名称                   | 通称    | 人数   | 備考 | 出身政党                                                  |
| ---------------------- | ------- | ------ | --- | --------------------------------------------------------- |
| サンクチュアリ         | 近藤G   | 約45人 | 1996年、赤松広隆らリベラル系・旧総評系議員によって結成された勉強会が源流。 2005年にグループ化した。                                                                      | 旧・立憲民主党                                            |
| 新政権研究会           | 田名部G | 約30人 | 2021年の春に旧国民民主党出身の泉健太を中心に結成したグループ。党内では中道路線のスタンスを採る。2024年からは会長は田名部匡代が務める。                                   | 旧・国民民主党                                            |
| 国のかたち研究会       | 西村G   | 約25人 | 元民主党代表の菅直人ら社民連出身議員を中心に結成されたリベラル系グループ。座長は西村智奈美。                                                                             | 旧・立憲民主党                                            |
| ブリッジの会           | 江田G   | 約25人 | 2017年秋ごろ、旧立憲民主党と希望の党に分裂した元民進党議員を糾合する目的で江田憲司を中心に結成されたグループ。                                                           | 「立憲民主・国民・社保・無所属フォーラム」 会派内グループ |
| 直諫の会               | 重徳G   | 約25人 | 2019年に、重徳和彦らみんなの党、結いの党、維新の党の出身者を中心に結成されたグループ。                                                                                   | 「立憲民主・国民・社保・無所属フォーラム」 会派内グループ |
| 花斉会                 | 野田G   | 約15人 | 2002年に野田佳彦を中心として、松下政経塾出身者などで設立されたグループ。党内では保守派に位置づけられる。野田が率いているが、2007年の設立時から藤村修が代表を務めている。 | 「立憲民主・国民・社保・無所属フォーラム」 会派内グループ |
| 一清会                 | 小沢G   | 約15人 | 小沢一郎を中心としてきた国民の生活が第一や自由党の系譜を引き継ぐグループ。                                                                                               | 旧・国民民主党                                            |
| 自誓会                 | 階G     | 約10人 | 2014年に細野豪志が「基本政策研究会」を源流に保守派の中堅、若手らが参加する形で設立したグループ。 2017年に細野が民進党から離れた後は、事務局長の階猛が会長となった。      | 旧・国民民主党                                            |
| 社会民主主義フォーラム | 吉田G   | 3人    | 2020年12月に社民党から立憲民主党に参加した国会議員と地方議員150人超にて結成されたグループ。                                                                              | 社会民主党                                                |

## 支持層
旧社会党の勢力が強かった北海道や愛知県といった労働組合が強い地域と、民主党時代の「民主王国」「小沢王国」など東日本の地方部で一定の地盤を有する。
対する自由民主党は比較的、都市部・工業化の進んだ都道府県で弱いとされ、これら地域では立憲民主党・国民民主党と維新の会の取り合い現象が見られる。そのため、日本維新の会が強い地盤を持つ近畿地方などでは比較的弱い。特に、大阪維新の会の発祥地であり、日本維新の会も含めた2党の本部がある大阪府内では苦戦している。同じく都市型の公明党・日本共産党・都民ファーストの会などとも競合関係にある。
世代別では高齢層で強いが、若年層では苦戦している。
所得別では、年収の低い層に支えられていると読売新聞は分析している。

### 党内対立・路線対立
所属議員や支持層の中に、原発活用・安保政策維持を主張する現実路線と、護憲・脱原発を主張するリベラル路線の対立を抱える。
泉の就任以降は政権交代を見据え、リベラルから中道への移行を模索している。2024年の代表選で当選した野田は国民民主党との連携による穏健保守層の取り込みを模索しているほか、日本共産党との共闘を否定、連合との関係強化を主張している。

### 主な支持団体
ここで挙げた団体は必ずしも立憲民主党のみを支持、支援するとは限らず、場合によっては、他党の候補を支持することもある。
なお、以下の記述は立憲民主党が党として交流している団体を中心に紹介している。団体ごとの支持のあり方には濃淡があることは留意すること。また、前身の民進党の支援団体も要参照。
| カテゴリー         | 団体 |
| ------------------ | --- |
| 労働組合           | - 日本労働組合総連合会（民主党や民進党を支援してきた連合は、2020年9月17日に「立憲民主党を連合総体として支援する」との基本方針を決めている）。 - 自治労、JP労組、日教組、情報労連、私鉄総連基幹労連およびJAMの組織内議員が所属している。 - 全国労働組合連絡協議会 - 全日本港湾労働組合 - 全日本建設運輸連帯労働組合 |
| 職能団体・業界団体 | - 教育に関わる団体 - 日本民主教育政治連盟 - 法務・金融に関わる団体 - 日本弁護士政治連盟 - 日本弁理士政治連盟 - あすわか（明日の自由を守る若手弁護士の会） - 全国土地家屋調査士政治連盟 - 日本行政書士政治連盟 - 日本貸金業協会 - 医療に関わる団体 - 日本薬剤師連盟 - 日本作業療法士連盟 - 農林水産に関わる団体 - JAグループ - JF全漁連 - たばこ業界の各団体 - 経済団体・商工団体・第三次産業の職能団体 - 酒類業中央団体連絡協議会 - 全国生活衛生同業組合中央会 - 全国クリーニング生活衛生同業組合連合会 - パチンコ・チェーンストア協会 - ティグレ連合会 - SWASH - 社会福祉・協同組合に関わる団体 - 労働者福祉中央協議会 - 生活クラブ事業連合生活協同組合連合会 - きょうされん - 日本協同組合連携機構 |
| 社会運動団体       | - 横断的に全国で活動する市民団体・ネットワーク - 安保法制の廃止と立憲主義の回復を求める市民連合(戦争させない・9条壊すな!総がかり行動実行委員会 / 安全保障関連法に反対する学者の会 / 安保関連法に反対するママの会 / 立憲デモクラシーの会 ） - フォーラム平和・人権・環境とその協力組織（部落解放同盟/I女性会議/全日農/日消連/原水禁/移住連/日音協など。） - レインボー国会 - のりこえねっと。 - アジア自由民主連帯協議会。 - 地域的に活動する市民団体・ネットワーク - 戦争させない市民の風・北海道 - 市民と野党をつなぐ会＠東京 - 首都圏反原発連合 - 信州市民アクション - 関西よつ葉連絡会 - ALLかごしまの会 - オール沖縄                                                                             |
| 宗教団体・思想団体 | - 立正佼成会（新日本宗教団体連合会） - 全日本仏教会 - 浄土真宗本願寺派 - 社会主義協会 - 日本会議 |

### 組織内議員
| 団体名     | 組織内議員 | 衆議院議員      | 参議院議員 （2028年改選） | 参議院議員 （2031年改選） | 所属グループ           |
| ---------- | ---------- | --------------- | ------------------------- | ------------------------- | ---------------------- |
| 自治労     | 吉田忠智   |                 |                           | 選（大分）                | 吉田G                  |
| 自治労     | 鬼木誠     |                 | 比                        |                           | 近藤G                  |
| 自治労     | 岸真紀子   |                 |                           | 比                        | 近藤G                  |
| 自治労     | 逢坂誠二   | 小（北海道8区） |                           |                           | 近藤G                  |
| 自治労     | 波多野翼   | 比（福井1区）   |                           |                           | 無派閥                 |
| JP労組     | 柴慎一     |                 | 比                        |                           | 近藤G                  |
| JP労組     | 小沢雅仁   |                 |                           | 比                        | 近藤G                  |
| JP労組     | 小西洋之   |                 | 選（千葉）                |                           | 野田G                  |
| JP労組     | 奥野総一郎 | 小（千葉9区）   |                           |                           | 野田G                  |
| 日教組     | 斎藤嘉隆   |                 | 選（愛知）                |                           | 近藤G                  |
| 日教組     | 古賀千景   |                 | 比                        |                           | 近藤G                  |
| 日教組     | 勝部賢志   |                 |                           | 選（北海道）              | 近藤G                  |
| 日教組     | 水岡俊一   |                 |                           | 比                        | 近藤G                  |
| 日教組     | 道下大樹   | 小（北海道1区） |                           |                           | 近藤G                  |
| 日教組     | 堤かなめ   | 比（福岡5区）   |                           |                           | 近藤G・小沢G           |
| 日教組     | 吉川元     | 比（大分2区）   |                           |                           | 吉田G                  |
| 日教組     | 川内博史   | 小（鹿児島1区） |                           |                           | 無派閥                 |
| 情報労連   | 石橋通宏   |                 | 比                        |                           | 近藤G・西村G           |
| 情報労連   | 吉川沙織   |                 |                           | 比                        | 近藤G                  |
| 情報労連   | 岡本章子   | 小（宮城1区）   |                           |                           | 西村G                  |
| 情報労連   | 田嶋要     | 小（千葉1区）   |                           |                           | 西村G・江田G           |
| 私鉄総連   | 辻元清美   |                 | 比                        |                           | 無派閥（準組織内候補） |
| JR連合     | 長浜博行   |                 |                           | 選（千葉）                | 野田G                  |
| JR連合     | 伴野豊     | 小（愛知8区）   |                           |                           | 野田G                  |
| JR連合     | 泉健太     | 小（京都3区）   |                           |                           | 田名部G                |
| JR連合     | 原口一博   | 小（佐賀1区）   |                           |                           | 無派閥                 |
| JR連合     | 大串博志   | 小（佐賀2区）   |                           |                           | 無派閥                 |
| 全国農団労 | 篠原孝     | 小（長野1区）   |                           |                           | 無派閥                 |
| 基幹労連   | 村田享子   |                 | 比                        |                           | 田名部G                |
| JAM        | 大嶽理恵   | 比（愛知14区）  |                           |                           | 田名部G                |
| JAM        | 郡山玲     |                 |                           | 比                        |                        |

## 政党・政治勢力との協力関係
| カテゴリー                                                                    | 政党・政治勢力 |
| ----------------------------------------------------------------------------- | --- |
| 共闘・協力関係にある国会の院内会派                                            | - 沖縄の風 |
| 共闘関係にある政治勢力・地方議会の会派                                        | - 全国的に活動する政治勢力 - 緑の党グリーンズジャパン - 新社会党 - 全国市民政治ネットワーク（生活クラブ生協連合会の政治部門） - 市民ネットワーク北海道 - 東京・生活者ネットワーク - 神奈川ネットワーク運動 - 市民ネットワーク千葉県 - 埼玉県市民ネットワーク - つくば・市民ネットワーク - とりで生活者ネットワーク - 信州・生活者ネットワーク - ふくおか市民政治ネットワーク - 地域的に活動する政治勢力（地域政党・地方議会の会派） - 沖縄社会大衆党 - 新政信州 - 新政あいち - 新政みえ - チームしが - 結集ひろしま - 県民クラブ (大分) - 新しい風・にぬふぁぶし(オール沖縄に参加する市町村議員がつくる政策集団) |
| 2021年衆議院議員総選挙において市民連合と共通政策を締結した政党※民共共闘を参照 | - 日本共産党 - 社会民主党 - れいわ新選組 |

## キャッチコピー
| 年              | キャッチコピー                                                                                  | 代表     |
| --------------- | ----------------------------------------------------------------------------------------------- | -------- |
| 2020年 - 2021年 | 「あなたのための政治」 「変えよう。」                                                           | 枝野幸男 |
| 2021年 - 2024年 | 「さあ、力を合わせて。」 「生活安全保障」 「もっと良い未来へ！」 「人へ未来へまっとうな政治へ」 | 泉健太   |
| 2024年 - 現在   | 「政権交代こそ、最大の政治改革。」                                                              | 野田佳彦 |